# Mayu Watanabe
Mayu Watanabe (渡辺麻友?, Watanabe Mayu; Saitama, 26 marzo 1994) è una cantante, attrice, modella ed ex idol giapponese, membro dal 2006 al 2017 del gruppo musicale AKB48.
Ha fatto parte dal 2009 al 2013 delle Watarirōka Hashiritai 7, sub-unit delle stesse AKB48, pubblicando inoltre cinque singoli da solista e due con le No Name, gruppo formato in occasione del doppiaggio dell'anime AKB0048.
È stata uno dei membri più polari e rappresentativi dell'intero 48group, avendo vinto nel 2014 le elezioni come idol più popolare tra i fan.

## Biografia

### Infanzia e primi anni con le AKB48
Mayu Watanabe nasce il 26 marzo 1994 nella prefettura di Saitama, in Giappone. Decide di partecipare alle audizioni per entrare nel gruppo idol delle AKB48 dopo aver passato gli ultimi anni dell'infanzia in uno stato di semi-autoisolamento, trascorrendo le giornate su Internet, guardando anime, disegnando e rifiutandosi di parlare con gli stessi membri della famiglia. Nonostante l'iniziale parere contrario della madre, la quale solo successivamente si convince che la situazione possa giovare alla condizione della figlia, riesce a ottenere l'autorizzazione di spostarsi a Tokyo per le audizioni.
Nel 2006 Watanabe partecipa così alle seconde audizioni per entrare nelle AKB48, venendo però esclusa nell'ultima fase del provino. Riesce finalmente a entrare nel gruppo il 3 dicembre dello stesso anno, durante le terze audizioni, venendo reclutata come membro del Team B. Il primo singolo a cui partecipa è Bingo!, pubblicato il 18 luglio 2007.
Nell'ottobre 2008 viene scelta per far parte della sub-unit Watarirōka Hashiritai, insieme a Haruka Nakagawa, Ayaka Kikuchi e Aika Ōta. Il gruppo debutta sotto l'etichetta Pony Canyon con il singolo Hatsukoi dash/Aoi mirai, pubblicato nel gennaio dell'anno successivo. Sempre nel 2009 si classifica al 4º posto nelle caratteristiche elezioni che il gruppo tiene ogni anno tra i fan per eleggere la idol più popolare, piazzamento che le permette di essere tra le ventuno partecipanti al singolo Iiwake Maybe. Nell'anno successivo si piazza quinta, partecipando al singolo Heavy Rotation.

### Debutto da solista
Nel marzo 2010 pubblica insieme alle Watarirōka Hashiritai l'album Rōka wa hashiru na!, mentre in dicembre appare sulla copertina della rivista Up to boy, insieme ad Airi Suzuki delle Cute, prima collaborazione gravure tra un membro delle AKB48 e uno dell'Hello! Project. Nel maggio 2011 pubblica invece il suo primo photobook, dal titolo Mayuyu, mentre nell'elezioni annuali del 2011 si classifica nuovamente quinta.
Nel 2012 ottiene il suo primo ruolo di attrice nel dorama della TV Tokyo Sabadoru, in cui recita la parte di un'insegnante trentottenne. Le sigle di apertura e chiusura della serie sono interpretate dalla stessa Watanabe, e pubblicate insieme al suo singolo di debutto Synchro tokimeki. Il singolo esce in Giappone il 29 febbraio 2012, debuttando alla seconda posizione della classifica settimanale della Oricon. Per promuovere il disco Watanabe tiene inoltre un mini-concerto il 20 marzo al Yomiuriland, attirando un seguito di 10.000 spettatori.
Nello stesso periodo ottiene il suo primo ruolo da seiyū per l'anime ispirato alle AKB48 AKB0048, doppiando il personaggio di Chieri Sono e prendendo parte alla sub-unit No Name, incaricata di eseguire le sigle di apertura e chiusura dello stesso anime.
Nelle elezioni del 2012 si classifica al 2º posto alle spalle di Yūko Ōshima. Nello stesso anno pubblica altri due singoli, Otona jellybeans, che è uscito il 5 luglio e ha debuttato alla terza posizione della classifica settimanale della Oricon, e Hikaru monotachi, uscito il 21 novembre. Quest'ultimo debutta al primo posto della classifica settimanale della Oricon, mentre uno dei brani al suo interno, Sayonara no hashi, ha fatto da colonna sonora al film anime Nerawareta gakuen, in cui la stessa Watanabe doppia la protagonista femminile. Nel frattempo, il 24 agosto, in seguito a una riorganizzazione dei team delle AKB48 viene trasferita dal Team B al Team A, con il quale debutta il 2 novembre successivo.

### La prima volta comecentere la vittoria nelle "elezioni"
Nel febbraio del 2013 Watanabe occupa per la prima volta la posizione di center (ovvero il membro che sta al centro del palco durante l'esecuzione del brano e della coreografia associata) nel 30º singolo delle AKB48 So Long!, mentre nell'aprile dello stesso anno pubblica il suo secondo photobook, dal titolo Seifuku zukan: Saigo no seifuku. Nelle elezioni del 2013 si classifica terza dietro Rino Sashihara e Yūko Ōshima, mentre in luglio pubblica il quarto singolo Rappa renshūchū. Il 25 dicembre 2013 pubblica con le Watarirōka Hashiritai il greatest hits Watarirōka o yukkuri arukitai, che rappresenta l'ultimo lavoro del gruppo prima del suo scioglimento.
Il 24 febbraio fa nuovamente ritorno al Team B, in seguito a un nuovo rimescolamento dei team. La sua ultima esibizione con il Team A è stata il 21 aprile, mentre l'esordio col suo nuovo team avviene il 28 aprile successivo. Durante l'anno ricopre per tre volte il ruolo di "center", nei singoli Labrador retriever, Kibō-teki refrain (in concomitanza con Sakura Miyawaki delle HKT48) e Kokoro no placard, quest'ultimo grazie alla vittoria nelle elezioni del 2014, dove raccoglie per la prima volta il maggior numero di voti.

## Discografia

### Solista

#### Singoli
- 2012 – Synchro tomeki
- 2012 – Otona jellybeans
- 2012 – Hikaru monotachi
- 2013 – Rappa renshūchū
- 2015 – Deai no tsuzuki

### Con le AKB48

#### Album
- 2008 – Set List: Greatest Songs 2006–2007
- 2010 – Kamikyokutachi
- 2011 – Koko ni ita koto
- 2012 – 1830m
- 2013 – Tsugi no ashiato
- 2015 – Koko ga Rhodes da, koko de tobe!

#### Singoli
- 2007 – Bingo!
- 2007 – Boku no taiyō
- 2007 – Yūhi o miteiru ka?
- 2008 – Romance, irane
- 2008 – Sakura no hanabiratachi 2008
- 2008 – Baby! Baby! Baby!
- 2008 – Ōgoe diamond
- 2009 – 10nen zakura
- 2009 – Namida surprise!
- 2009 – Iiwake Maybe
- 2009 – River
- 2010 – Sakura no shiori
- 2010 – Ponytail to shushu
- 2010 – Heavy Rotation
- 2010 – Beginner
- 2010 – Chance no junban
- 2011 – Sakura no ki ni narō
- 2011 – Dareka no tame ni (What Can I Do for Someone?)
- 2011 – Everyday, Katyusha
- 2011 – Flying Get
- 2011 –	Kaze wa fuiteiru
- 2011 – Ue kara Mariko
- 2012 – Give Me Five!
- 2012 – Manatsu no Sounds Good!
- 2012 – Gingham Check
- 2012 – Uza
- 2012 – Eien pressure
- 2013 – So Long!
- 2013 – Sayonara crawl
- 2013 – Koisuru fortune cookie
- 2013 – Heart ereki
- 2014 – Kimi no hohoemi o yume ni miru
- 2014 – Mae shika mukanee
- 2014 – Labrador retriever
- 2014 – Kokoro no placard
- 2014 – Kibō-teki refrain
- 2015 – Green Flash

### Con le Watarirōka Hashiritai 7

#### Album
- 2010 – Rōka wa hashiru na!
- 2013 – Watarirōka o yukkuri arukitai

#### Singoli
- 2009 – Hatsukoi dash/Aoi mirai
- 2009 – Yaruki hanabi
- 2009 – Kanpeki gū no ne
- 2010 – Akkanbe bashi
- 2010 – Seishun no flag
- 2010 – Gyu
- 2011 – Valentine kiss
- 2011 – Hetappi wink
- 2011 – Kibō sanmyaku
- 2012 – Shōnen yo uso o tsuke!

### Con le No Name

#### Singoli
- 2012 – Kibō no tsuite
- 2013 – Kono namida o kimi ni sasagu

## Filmografia

### Serie TV
- Majisuka Gakuen (マジスカ学園?) (TV Tokyo, 2010)
- Majisuka Gakuen 2 (マジスカ学園2?) (TV Tokyo, 2011)
- Sabadoru (さばドル?) (TV Tokyo, 2012)
- Sailor zombie (セーラーゾンビ?, Sērā zonbi) (TV Tokyo, 2014)
- Majisuka Gakuen 4 (マジスカ学園4?), episodio 10 (NTV, 2015)
- Tatakau! Shoten Girl (戦う！書店ガール?, Tatakau! Shoten gāru) (Fuji TV, 2015)

### Doppiaggio
- AKB0048 (2012)
- Nerawareta gakuen (2012)
- AKB0048 Next Stage (2013)

## Pubblicazioni

### Photobook
- Mayuyu, Shūeisha, 2011, ISBN 978-4-08-780607-6.
- Seifuku zukan: Saigo no seifuku, Shueisha, 2013, ISBN 978-4-08-780677-9.
- Shiranai Uchi Ni, 2016